# 罗洼乡
罗洼乡，是中华人民共和国宁夏回族自治区固原市彭阳县下辖的一个乡镇级行政单位。

## 行政区划
罗洼乡下辖以下地区：
罗洼村、寨科村、马涝坝村、张湾村、石沟村、薛套村和崾岘村。